# 玉川大学
玉川大学（たまがわだいがく、英語: Tamagawa University）は、東京都町田市玉川学園六丁目1番1号に本部を置く日本の私立大学。1929年創立、1947年大学設置。

## 概説

### 経営・教育信条
経営主体は学校法人玉川学園であり、幼稚園から大学院までを擁する総合学園の高等教育部門と位置づけられている。
創立者は小原國芳であり、彼の唱えた全人教育を教育信条に掲げている。特に國芳が存命中だった時に学んだ卒業生は、彼の人格を尊敬する人が多い。
学長職は、第3代以降、創立者一族による世襲である。初代学長は元東京文理科大学（現・筑波大学）教授の田中寛一、第2代は京都帝国大学文学部哲学科宗教学講座での小原の恩師波多野精一。第3代が小原國芳（晩年は総長）自身であり、初代から第3代まで小原の母校である京都帝国大学文学部哲学科の卒業生あるいは元教授が学長の任に当たったことになる。第4代は國芳の子・小原哲郎（晩年は名誉総長）、第5代は哲郎の子・小原芳明（現・学校法人玉川学園理事長兼学園長）、第6代（現職）は小原一仁である。年配の教職員には、存命中の國芳の教育理念に共感する玉川学園出身者が多く、小原家の世襲に対する反対運動はほとんどない。

### 施設

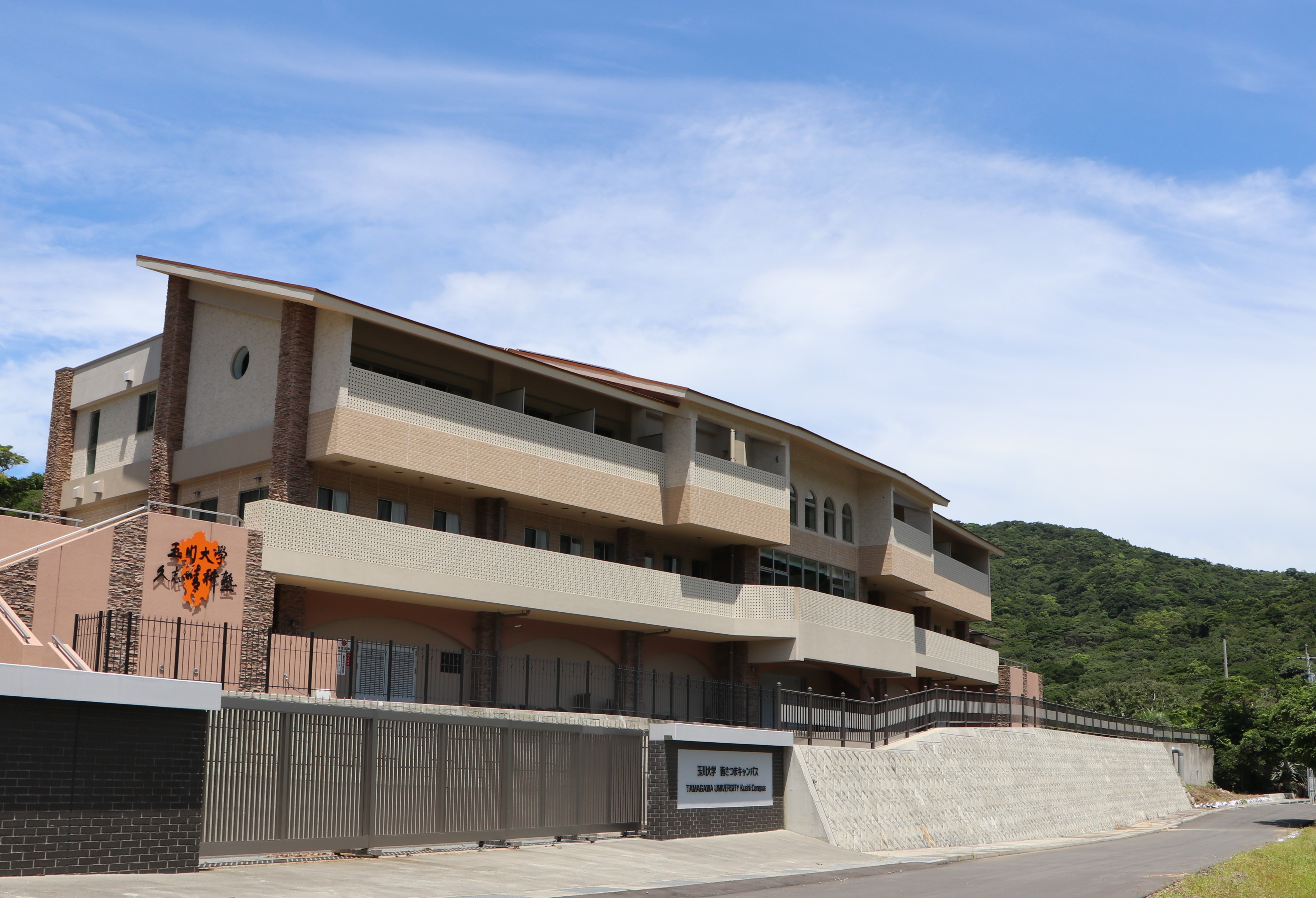
創設者小原國芳の出身地である鹿児島県南さつま市坊津町久志にある南さつまキャンパス

キャンパスは、東京都町田市玉川学園（キャンパスの7割程度）、神奈川県川崎市麻生区岡上（農学部）、横浜市青葉区奈良町（工学部、中・高）の一都一県三市にまたがり、敷地面積は59万m²におよぶ。詳しくは施設については、学校法人玉川学園を参照のこと。
学外施設は主に農学部の農場・実習林用地として、箱根（神奈川県箱根町）約77万m2、北海道（北海道弟子屈町）約122万m2、鹿児島（鹿児島県南さつま市坊津町久志）約10万m2、カナダ（カナダ・バンクーバー島ナナイモ市）約34万m2がある。
カナダの玉川学園ナナイモキャンパスは主に中学部カナダ研修や大学農学部研修で利用されている。
鹿児島のキャンパスは、1977年の用地取得後、1978年に「久志農場」として、主に玉川大学農学部の実習の場として利用されてきたが、2018年1月に創立80周年記念事業として「久志晴耕塾」（滞在型教育施設）が竣工し、「久志農場」から「玉川大学南さつまキャンパス」という名称に変更され、学園全体・大学全体で利用される施設となった。

## 沿革
1929年（昭和4年）、創立者小原國芳により「全人教育」を第一の教育信条に掲げて開園された玉川学園を母体とする。
1947年に旧制玉川大学として開学。1949年には、旧制玉川大学と旧制玉川工業専門学校（1945年開設）を背景に新制大学に移行し、文学部と農学部を設置した。小原はかねてから大学設立を目指しており、本学設立以前の1942年にも学園内に半官立といえる興亜工業大学（現千葉工業大学）を誘致していたが、これは設立早々に転出してしまっていた。
1950年には通信教育部（現在は、通信教育課程）がスタートし、全人教育を広く社会に開放することや、当時全国の小学校に多くいた代用教員等の正規の教員免許を持たない現職教員に「小学校一種教育職員免許状」を取得可能とさせる全国初の課程として注目された。
1962年に工学部を設置し、しばらく3学部体制が続いていたが、2002年に経営学部、2003年に教育学部と芸術学部、2007年にリベラルアーツ学部、2013年に観光学部を開設した。法学系、経済学系、医療系の学部や学科はないが、玉川大学は文系・理系を擁する総合大学に成長した。

### 年表
- 1929年 - 小原國芳らによって財団法人玉川学園設立。玉川中学校（学園内での通称：中学部）・玉川学園小学校（小学部）玉川学園幼稚園（幼稚園）を設置。玉川学園教育研究所を設置。
- 1939年 - 大学設置に向けて中学校・高等女学校の上に玉川塾（専門部）を設置し、森矗昶の協力を得て産学連携による実践教育を開始。
- 1940年 - 東久邇宮が学園視察に訪れ、大学設置の構想が本格化する。
- 1941年 - 玉川塾工業大学の設置許可申請を文部省（現在の文部科学省）に行うが受理されず、文部省の指示に従って大幅に構想を変更し、興亞工業大學（現在の千葉工業大学）の設置が許可される。興亞工業大学は玉川学園内に1942年に創立されたが1944年に転出する。
- 1945年 - 玉川工業専門学校設置。
- 1947年 - 大学令によって旧制大学として最後の設置認可（ただし旧制医学専門学校からの昇格を除く）。予科、文農学部（文学科・農政学科）、研究科を設置（ただし、実際に学生が入学したのは予科のみの段階で、学制改革を迎えた）。学長は田中寛一（心理学）。玉川学園教育研究所を玉川大学教育研究所と改称。
- 1949年 - 新制玉川大学を設置。文学部（教育学科、英米文学科）と農学部（農学科）を設置。玉川工業専門学校廃止。学長は田中寛一（心理学）、次いで波多野精一（宗教哲学）であった。
- 1950年 - 全人教育を広く社会に開放することを目的として、通信教育部文学部教育学科を開設。日本で初の通信制による「小学校教員免許状」取得可能な課程として注目された。
- 1951年 - 財団法人から学校法人へ移行。
- 1952年 - 小原國芳が学長に就任。
- 1955年 - 旧制玉川大学廃止。
- 1962年 - 工学部を開設（機械工学科、電子工学科、経営工学科の3学科）。
- 1964年 - 文学部に芸術学科、農学部に農芸化学科を開設。
- 1965年 - 玉川学園女子短期大学を設置（教養科）。
- 1967年 - 大学院工学研究科修士課程を開設（機械工学専攻、電子工学専攻）。玉川学園女子短期大学に保育科を開設。
- 1971年 - 大学院文学研究科修士課程を開設（教育学専攻）。
- 1972年 - 文学部に外国語学科、工学部に情報通信工学科を開設。大学院文学研究科修士課程に英文学専攻、工学研究科博士課程に電子工学専攻を開設。
- 1973年 - 大学院文学研究科博士課程に教育学専攻を開設。
- 1977年 - 大学院農学研究科修士課程を開設（資源生物学専攻）。創立者・小原國芳、死去。
- 1979年 - 大学院農学研究科博士課程を開設（資源生物学専攻）。大学に専攻科（芸術専攻科芸術専攻）を開設。玉川大学教育研究所を玉川学園学術教育研究所と改称し、教育研究所、体育研究所、ミツバチ科学研究所を置く。
- 1980年 - 大学院工学研究科博士課程に生産開発工学専攻を開設。
- 1983年 - 大学院工学研究科博士課程の電子工学専攻を廃止。
- 1984年 - 玉川学園女子短期大学の保育科を幼児教育科に改称。
- 1993年 - 玉川学園学術教育研究所に生産工学研究所（量子開発通信研究施設・品質工学研究施設）を開設。コンピュータ準備室開設。
- 1994年 - 玉川学園学術教育研究所を玉川大学学術研究所と玉川学園教育研究所に改組し、玉川大学学術研究所に全人教育研究施設（体育研究所を吸収）、ミツバチ科学研究施設、生産開発研究施設を置く。玉川学園女子短期大学に専攻科教養専攻を開設。同年、小原芳明第5代学長が玉川学園理事長、玉川大学学長、玉川学園学園長に就任。
- 1995年 - 大学院工学研究科修士課程の電子工学専攻を電子情報工学専攻に改称、4月に親学推進協会より高橋史朗を大学院講師兼任として招く。
- 1996年 - 玉川大学学術研究所に脳科学研究施設を開設。
- 1998年 - 玉川大学学術研究所に応用生命科学研究施設を開設。
- 1999年 - 玉川学園教育研究所を玉川学園全人教育研究所と改称。玉川大学学術研究所より全人教育研究施設を分離。
- 2001年 - 経営学部国際経営学科を開設。農学部の農学科を生物資源学科、農芸化学科を応用生物化学科と改称。玉川学園全人教育研究所に心の教育実践センターを開設
- 2002年 - 文学部教育学科をもとに教育学部（教育学科）を、文学部芸術学科をもとに芸術学部（パフォーミング・アーツ学科、ビジュアル・アーツ学科）を開設。また、文学部に人間学科、国際言語文化学科を開設。通信教育部文学部教育学科を通信教育部教育学部教育学科に改組。玉川大学学術研究所に言語情報文化研究施設を開設。
- 2003年 - 玉川学園女子短期大学を4年制に転換して、教養科を母体として文学部にリベラルアーツ学科を、幼児教育科を母体として教育学部に乳幼児発達学科を開設。玉川大学学術研究所に量子情報科学研究施設を開設。玉川大学学術研究所が全人教育研究所を包括統合（玉川学園全人教育研究所に開設していた心の教育実践センターを玉川大学学術研究所へ移管）し、人文科学研究施設、知能ロボット研究施設、量子情報科学研究施設を開設し、研究促進室を設置。
- 2004年 - 工学部機械工学科を機械システム学科に改称。電子工学科を改組し、知能情報システム学科を開設。同学科に人間情報科学コースを設置。情報通信工学科をメディアネットワーク学科、経営工学科をマネジメントサイエンス学科に改称・改組。玉川学園女子短期大学を廃止。
- 2005年 - 農学部を改組し、生物環境システム学科、生命化学科を開設。大学院修士課程にマネジメント研究科を開設（マネジメント専攻）。農学部の農学科、農芸化学科を廃止。
- 2006年 - 文学部の教育学科、英米文学科、外国語学科、芸術学科を廃止。文学部に比較文化学科を、芸術学部にメディア・アーツ学科を開設。工学部知能情報システム学科人間情報科学コースのコース別入試を廃止。大学院文学研究科修士課程に哲学専攻、教育学研究科修士課程教育学専攻を開設。玉川大学学術研究所に体育・保健科学研究施設を開設。
- 2007年 - 大学院文学研究科修士課程の教育学専攻を廃止。工学研究科博士後期課程に脳情報専攻、システム科学専攻を開設。文学部リベラルアーツ学科を改組し、リベラルアーツ学部リベラルアーツ学科を開設。経営学部に観光経営学科を開設。脳科学研究所を開設。玉川大学脳科学研究所設置に伴い、玉川大学学術研究所より脳科学研究施設、知能ロボット研究施設、言語情報文化研究施設を分離。
- 2008年 - 工学部の機械工学科、電子工学科、経営工学科を廃止。工学部の機械システム学科と知能情報システム学科を改組し、機械情報システム学科を開設。メディアネットワーク学科を改組し、ソフトウェアサイエンス学科を開設。大学院教育学研究科に専門職学位課程（教職大学院）教職専攻を開設。各「研究施設」の名称を「センター」へ改称。玉川大学学術研究所に教師養成研究センター開設。
- 2009年 - 工学部の情報通信工学科を廃止。大学院文学研究科博士課程後期の教育学専攻、工学研究科博士課程後期の生産開発工学専攻博士課程後期を廃止。
- 2010年 - 大学院文学研究科修士課程に人間学専攻、英語教育専攻を開設。大学院脳情報研究科博士課程後期を開設（脳情報専攻）。農学部応用生物化学科、文学部リベラルアーツ学科を廃止。玉川大学学術研究所に知的財産本部を設置。
- 2011年 - 大学院文学研究科修士課程の哲学専攻、英文学専攻を廃止。玉川大学学術研究所の量子情報研究センターを分離し玉川大学量子情報科学研究所を設置。
- 2012年 - 通信教育部の文学部教育学科を廃止。大学院工学研究科博士課程後期の脳情報専攻を廃止。文学部の国際言語文化学科を廃止。玉川大学学術研究所より教師養成研究センターが教育教育リサーチセンターへ移管。
- 2013年 - 経営学部の観光経営学科を改組し、観光学部観光学科を開設。工学部の機械システム学科、メディアネットワーク学科を廃止。玉川大学学術研究所より体育・健康科学研究センターが教育学部へ移管。
- 2014年 - 大学院脳情報研究科脳情報専攻博士課程後期を、大学院脳科学研究科修士課程心の科学専攻と博士課程後期脳科学専攻に改組。芸術学部のメディア・アーツ学科、ビジュアル・アーツ学科をメディア・デザイン学科と芸術教育学科に改組。
- 2015年 - 文学部の比較文化学科を改組し、英語教育学科を開設。工学部にエンジニアリングデザイン学科を開設。玉川大学学術研究所の心の教育実践センターを高等教育付属機関内にTAPセンターとして独立。
- 2016年 - 大学院教育学研究科の一部授業が夜間開講となる。
- 2017年 - 文学部の人間学科を改組し、国語教育学科を開設。工学部の機械情報システム学科を改組し、情報通信工学科を開設。通信教育部教育学部教育学科を教育学部教育学科通信教育課程に組織変更。改組により玉川大学学術研究所に先端知能・ロボット研究センター（AIBot研究センターを設置）。玉川大学量子情報科学研究所の量子情報科学研究センターを量子情報数理研究センターに改称。TWP（玉川風車プロジェクト）を本年度をもって休止。
- 2021年 - 大学院教育学研究科の夜間開講授業が原則遠隔形式（オンライン）となる。
- 2024年 - 第6代学長に小原一仁が就任。

## 基礎データ

### シンボル
スクールカラーは紺。校章は、円（＝玉）の中に縦棒が3本（＝川）が入ったもので、大学名「玉川」を表している。校旗は、紺の地に白の校章を配したもの。校歌は、田尾一一作詞・岡本敏明作曲。

## 教育および研究

### 組織

#### 学部・学科
- 文学部
  - 国語教育学科
    - 国語教員養成コース
    - 言語表現コース

  - 英語教育学科
    - 英語教員養成コース
    - ELFコミュニケーションコース
- 農学部
  - 生産農学科
    - 理科教員養成プログラム
    - 植物科学領域
    - 微生物科学領域
    - 昆虫科学領域
    - 動物科学領域

  - 環境農学科
    - 生態系科学領域　
    - 持続的農学領域　

  - 先端食農学科
    - システム農学領域
    - 食品科学領域
- 工学部
  - 情報通信工学科
  - ソフトウェアサイエンス学科
  - マネジメントサイエンス学科
  - デザインサイエンス学科（2023年4月開設）
  - エンジニアリングデザイン学科（2023年4月学生募集停止）
    - 数学教員養成プログラム
- 経営学部
  - 国際経営学科
    - グローバルビジネスコース
    - 国際会計コース
    - マーケティング戦略コース
- 教育学部
  - 教育学科
    - 保健体育専攻
    - 初等教育専攻
    - 社会科教育専攻

  - 乳幼児発達学科
- 芸術学部
  - メディア・デザイン学科
  - 芸術教育学科
    - 音楽コース
    - 美術・工芸コース

  - パフォーミング・アーツ学科
- リベラルアーツ学部
  - リベラルアーツ学科
    - ヒューマン・スタディーズ系
    - ジャパン・スタディーズ系
    - グローバル・スタディーズ系
    - STEMスタディーズ系
- 観光学部
  - 観光学科

#### 通信教育課程
- 教育学部
  - 教育学科
    - 教育学コース
    - 幼稚園コース
    - 小学校コース
    - 社会コース
    - 公民コース
    - 地理歴史コース
    - 司書コース
    - 学芸員コース
    - 社会教育主事コース

#### 研究科・専攻
- 文学研究科
  - 人間学専攻（修士課程）
    - 思想文化研究プログラム
    - 社会倫理研究プログラム
    - 認知行動研究プログラム

  - 英語教育専攻（修士課程）
    - 英語授業研究プログラム
    - 応用言語学研究プログラム
    - 英語圏文化研究プログラム
- 農学研究科
  - 資源生物学専攻
    - 植物微生物機能科学研究分野
    - 動物昆虫機能科学研究分野
    - 生態地球環境科学研究分野
    - 応用食品科学研究分野
    - 理農系教育コース（専修免許状取得コース）
- 工学研究科
  - 機械工学専攻（修士課程）
    - 生産開発コース
      - 材料加工システム分野
      - 環境エネルギー分野
      - 経営システム分野

  - 電子情報工学専攻（修士課程）
    - 量子情報コース
    - システム情報学コース
    - ロボティクスコース
    - 情報セキュリティコース

  - システム科学専攻（博士課程後期）
    - 量子情報科学研究分野
    - 知能情報科学研究分野
    - ロボティクス研究分野
    - 生産開発システム研究分野
    - 環境エネルギー研究分野
- マネジメント研究科
  - マネジメント専攻（修士課程）
    - グローバル・マーケティング研究コース
    - 会計学研究コース
    - グローバル・ツーリズム研究コース
- 教育学研究科
  - 教育学専攻（修士課程）
    - 教育学研究コース
    - 乳幼児教育研究コース
    - 初等教育研究コース
    - IB（国際バカロレア）研究コース
    - 教師教育学コース

  - 教職専攻(専門職学位課程(教職大学院))
    - 現職教員コース
      - 短期履修コース（1年制）
      - 標準コース（2年制）

    - 学部卒業（予定）者コース
      - 標準履修コース（2年）
      - 長期履修コース（3年／4年）
- 脳科学研究科
  - 心の科学専攻（修士課程）
    - 脳情報科学研究プログラム
    - 神経科学研究プログラム
    - 人間科学研究プログラム

  - 脳科学専攻（博士課程後期）
    - 脳型計算論研究プログラム
    - 脳・神経学学際研究プログラム

※かつて（2013年度大学院修士課程入学者まで）、文学、農学、工学、マネジメント、教育学研究科の修士課程に、「大学院学際領域プログラム「人間情報科学」」を設置していた。
※2013年度より、学部（学士課程）の学際教育プログラムとして「学際領域プログラム「人間総合学」」が開講されるようになった。これは「学部学科を問わず、脳科学や人間科学に興味のある学生に本プログラムを提供することで、広く人間に関する学問を学ぶプログラムです。また、大学院修士課程の「人間情報科学」プログラム、脳科学研究科修士課程および博士課程後期との一体化により、学部・修士・博士一環教育の機会を設けることを目的」（『履修ガイド2014』）とするものである（2015年度より、目的から後段の文章が削られ、「学部学科を問わず、脳科学や人間科学に興味のある学生に本プログラムを提供することで、広く人間に関する学問を学ぶプログラム」となった）

#### 専攻科
- 芸術専攻科
  - 芸術専攻

#### 附置機関（研究所ほか）
- 教育学術情報図書館
- 教育博物館 - 第一展示室には日本教育史と小原國芳関連資料等を展示、第二展示室には美術資料（絵画・彫刻）等を展示
- 学術研究所
  - K-16一貫教育研究センター
    - K16一貫教育研究部門
    - 日本語教育研究部門

  - ミツバチ科学研究センター
    - ミツバチ生物学研究部門
    - ミツバチ生産物研究部門
    - 花粉媒介機能研究部門

  - 生物機能開発研究センター
  - 菌学応用研究センター
  - 人文科学研究センター
    - 哲学思想研究部門
    - 文学・芸術研究部門
    - 歴史文化研究部門

  - 高等教育開発センター
  - 先端知能・ロボット研究センター（AIBot研究センター）
    - 社会知性創生研究部門
    - 先端知能・ロボットビジネスモデル研究部門
    - STREAM教育研究部門

  - 研究促進室
  - 知的財産本部
- 脳科学研究所
  - 基礎脳科学研究センター
  - 応用脳科学研究センター
- 量子情報科学研究所
  - 量子情報数理研究センター
  - 超高速量子通信研究センター
- 継続学習センター - 社会人向けの公開講座を運営している。楽天市場に申し込みのための店舗を持つ。
- 教師教育リサーチセンター
  - 教職課程支援室
  - 教員研修室
- 国際教育センター
- ELFセンター

以上のほかに学部附属の機関として、
- 教育学部全人教育研究センター
- 教育学部健康教育研究センター

があるほか、教育学部には「デンマーク・オレロップ高等体操学校東洋分校」の事務局もある

### 研究

#### COE、GPの採択
- 2002年、文部科学省が推進する21世紀COEプログラムにおいて、「全人的人間科学プログラム」が採択される。
- 2005年、大学・大学院における教員養成推進プログラム（教員養成GP）において、「広域大学間連携による高度な教員研修の構築」(筑波大学、東京学芸大学などとの共同プロジェクト)、「実践的指導力を育てる体験学習プロジェクト」(玉川大学単独のプロジェクト)が採択される。
- 2006年、特色ある大学教育支援プログラム（特色GP）において、「全学生参加型の一年次教育の実践－「一年次セミナー」の組織的展開」が採択される。
- 2008年、グローバルCOEプログラムにおいて、「社会に生きる心の創成」が採択される。

#### ロボット研究
2006年度から工学部に設置されたロボット工房を中心にロボカップに参加している。アイボリーグで世界大会出場の経験のある岡田浩之（工学部教授）が中心になり実績を挙げる。2008年度のロボカップ世界大会においてロボカップ＠ホームリーグで世界一に輝く。ロボカップジャパンオープンでは2008年度より3年連続で優勝した。2010年度世界大会（シンガポール）では2度目の世界一に輝く。知能ロボットの研究は脳科学研究所を中心して行われており、岡田浩之（工学部教授）の赤ちゃん研究を応用したユニークで他大学には無い特色をもつ。
2017年には脳科学研究所とは別に、学術研究所内にロボットと人工知能（AI）を担当する「先端知能・ロボット（AIBbot）研究センター」を設立。岡田ら28人がオノマトペをも解するロボットの開発などに取り組んでいる。

## 学生生活

### 学風
創立者である小原國芳は、教育における宗教的情操・感化を重視して学園を創設したため、キャンパス内にはチャペルや礼拝堂があり、教育の一環として礼拝の時間もある（大学1年次に必修）。かつては、通信教育課程の夏期対面スクーリングにおいても、朝の授業前に各期ごとに1回、全3期通じて計3回行われていた。また、通信教育課程でも、音楽教育が重要視されており、卒業を必要とする学生については、スクーリング（夏期対面スクーリング期間のみ、2回開講）での履修が必要な、音楽I及び音楽IIの2科目が必修科目に設定されている。2000年に新設されたチャペルには、礼拝堂にあった辻オルガン（1978年製）が移設されている（礼拝堂にあるパイプオルガンは、アメリカ・シカゴのキンボール社製で、1931年設置）。
なお、キリストの教えに従うことは学則第1条にも謳われているが、特定の教会（会派・宗派）と結びついたミッションスクールではない。小原國芳自身はクリスチャンであったが、宗教観・情操の面で良いものは良く、尊いものは尊いとして他の宗教も大いに尊重し、この姿勢は現在の学園にも受け継がれている。
また、小原國芳は「服装は人格を宣言する」と唱え、身なりも玉川学園における教育の一環とした。そのため、公式行事などでは、男子はダークスーツを着用し、校章をつけることが定められており、これは伝統的に「第一装」と呼ばれる。以前は、色も紺の背広と紺のネクタイと指定され、さらに大学創立時にはこれが制服（毎日着用）であった。女子については、自己に相応しい服装を自ら考え、TPOに応じた服装のセンスを磨くことを重視し、併設の下級学校を含め、開校当初から制服等は設けていない（小原國芳全集第14巻312頁参照）。したがって女子学生の第一装については、「男子の第一装に見合う清楚な服装」と定めるにとどまる。「学生生活規定」では、これ以外に学内外での生活の心構えも記されている。
幼稚園から大学まで玉川の園児・児童・生徒・学生である者を「完玉」と呼び、小学校から大学まで玉川の児童・生徒・学生である者を「純玉（準玉）」と呼ぶ。

### 教育
授業時間割は、1コマ50分で組まれているが、ほとんどの科目は2コマ連続の100分間の授業時間が割り当てられている。時間割に昼休みはなく、学生は各自の空き時間に休みをとることになっている。また、1年を2学期（セメスター）に分け、週2コマ（100分）の講義を1セメスター（15回）履修すると2単位となる。1セメスターあたりの履修上限単位数は16単位であり（一部上限外科目がある）、これは日本全国の大学で最も少ない。学業成績ではGPAが重視されており、GPA2.0以上が卒業条件である。
入学年度から卒業年度までクラス担任制をとっている。
「教育の玉川」をうたっている。特に日本で初めて通信教育による教職課程を設置し、戦後の代用教員や大学既卒者の教員免許取得を支援したため、小学校教員の中では大きな勢力となっている。
工学部ソフトウェアサイエンス学科では、特定の科目の単位を取得し、修了試験に合格することで、基本情報技術者試験（FE）の午前の部の受験が1年間免除される制度が導入されている。
通信教育課程では、GPA要件はないが、スクーリングは1コマ100分、4日間15コマで実施される。夏期対面スクーリングについては、1日に100分1コマと150分1コマ（他期間で実施した場合の1日2.5コマ相当）で実施して、6日間でトータル15コマと同じ時間となるようにされている（いずれも、原則的に最終日の最後の50分は試験時間の扱いとなっているが、試験を実施しない科目も一部存在する）。

### 行事
学校行事も教育活動の一環ととらえられており、10月に行われる総合体育祭では学園幼稚部から大学教育学部の1年生までの数千名が参加する。大学祭は「コスモス祭」と呼ばれ、体育会・文化会による課外活動展と農学部収穫祭他の各学部展からなる。
大学1年では音楽（通信教育課程でも、音楽I及び音楽IIの2科目2単位が、スクーリング必修科目として、卒業要件としても必修とされている）が必修科目であり、例年12月に大学音楽祭が開催され、ベートーベンの第九（演奏は第4楽章のみ）を1年生全員が合唱する。これとは別に、毎年12月頭には、玉川大学が主催して、芸術学部学生らで構成される管弦楽団と合唱団による第九特別演奏会をサントリーホールで開催されていたが、こちらは2014年が最後となった。
音楽を大切にする教育の伝統は通信教育部でも引き継がれており、やはり音楽は必修科目である（卒業希望者のみ）。夏期スクーリング中盤で行われるイベント「通大祭」や、最終日の授業終了後に行われる閉講式「丘の終鈴」をはじめとする各種行事では、学生歌・校歌の他、玉川学園児童の作による曲も多く歌われる。

### その他
玉川学園前駅近くに購買部（2007年より紀伊国屋書店に業務委託。それまでは玉川学園の法人内組織として直接運営されていた）の店舗があり、文具・書籍等を割引価格で購入することが可能である。ここでは、農学部の実習（ミツバチおよび乳牛飼育）によって開発された「たまがわはちみつ」と「たまがわアイスクリーム」も販売している。かつては、キャンパス内にはコンビニエンスストア・生活彩家もあった。ATMについては、きらぼし銀行玉川学園支店が大学1号館と本部棟にそれぞれ1台ずつ設置している。
学生の集会および看板の設置は許可制となっており、大学の方針によって学生自治会も許可されていない。したがって公式な学生運動に類する活動は不可能とされる。この学生運動を規制するこの規則をもって「お坊ちゃん大学の象徴」などと唱える者もいる。通信教育課程（旧・通信教育部）には学生会が存在し、大学側との「懇談の場」と位置付けられている。

## 大学関係者と組織

### 関連組織
- 玉川大学出版部 - 教職員らが執筆する論説集や学生向け教科書のほか、教育学を中心とする書籍を数多く出版している。
- 玉川大学出版部 - メディア芸術データベース

## 対外関係

### 国際・学術交流協定大学
- アメリカ合衆国
  - コロンビア大学（ニューヨーク州）
  - ペンシルバニア大学（ペンシルバニア州）
  - ドレクセル大学（ペンシルバニア州）
  - ワシントン大学（ワシントン州）
  - オレゴン大学（オレゴン州）
  - セント・マイケルズ・カレッジ（英語版）（バーモント州）
  - マーシャル大学（英語版）（ウェストバージニア州）
  - ダコタ州立大学（英語版）（サウスダコタ州）

- カナダ
  - バンクーバーアイランド大学（ブリティッシュコロンビア州）
  - ビクトリア大学（ブリティッシュコロンビア州）

- 香港
  - 香港中文大學（香港）

- オーストラリア
  - メルボルン大学（ビクトリア州）
  - クイーンズランド大学（クイーンズランド州）

- フランス
  - 西フランス・カトリック大学（フランス）

- イギリス
  - エセックス大学（イギリス）
  - ウエストミンスター大学（イギリス）
  - ロンドン大学ゴールドスミス・カレッジ（イギリス）
  - ロンドン大学ユニヴァーシティ・カレッジ・ロンドン（イギリス）
  - バース大学（イギリス）

### 教育・学術協定
- 昭和薬科大学

### 大学間連携
- 千葉工業大学

### 通信教育課程 協定大学
以下の大学の在学生は学内での選考により、玉川大学通信教育課程の科目等履修生として小学校二種免許状に関する科目を併修できる。
- 昭和音楽大学
- 専修大学
- 東京成徳大学 （小学校教職課程認可前の平成23年度入学生まで）
- 日本大学文理学部
- 二松学舎大学
- 神奈川大学
- 中京大学スポーツ科学部
- 関西国際大学
- エリザベト音楽大学
- 名桜大学

### 学部・研究科ごとの提携
- カリフォルニア工科大学（大学院工学研究科と）
- 昭和大学大学院（大学院工学研究科と）

### 加盟コンソーシアム等
- 青葉6大学連携事業
- 相模原・町田大学地域コンソーシアム
- 首都圏西部大学単位互換協定会

### 自治体との連携
- 鹿児島県南さつま市
- 北海道川上郡弟子屈町
- 和歌山県東牟婁郡古座川町
- 静岡県下田市
- 福島県石川郡玉川村

## 就職状況・卒業後進路
- 就職決定率（＝就職決定者÷就職希望者）は、大学全体で男子96.8%、女子96.7%。（2005年度）
学部別では、文学部94.4%・農学部98.8%・工学部99.3%・経営学部95.9%・教育学部98.0%・芸術学部91.1%。（2005年度）

## その他
- 1995年4月に親学推進協会より高橋史朗氏を大学院講師兼任として招き、近年も保護者向け勉強会が行われている。2009年頃には塚田稔講師を玉川大学脳科学研究所副所長に迎え、親学[7]の推進にも勤しんでいる 。

- 2007年1月、平成19年度一般入試出願期間において、神奈川朝鮮中高級学校3年の男子生徒が農学部受験を出願しようとしたところ、大学側は「各種学校である朝鮮学校の卒業見込は出願資格にならない」として拒否し、出願には文部科学省による高卒認定試験の合格が条件であるとした。これに対して生徒側が弁護団とともに本学へ乗り込んで抗議し、注目を集めた。日本全国から本学入試課への電話での賞賛の声や抗議も殺到したが、結局出願は認められなかった。

- 参考：玉川大学の入学有資格者　1.〔学校教育法の第1条にいう〕高等学校又は中等教育学校の卒業者　2.通常の課程による12年の学校教育の修了者（含　通常の課程以外のこれに相当する学校教育の修了者）〔旧制学校の卒業・修了者等を対象?〕　3.外国において学校教育における12年の課程の修了者又はこれに準ずる〔インターナショナルバカロレア等による?〕者で文部科学大臣の指定した者　4.文部科学大臣が高等学校の課程と同等の課程を有するものとして認定した在外教育施設〔海外の日本人学校等〕の当該課程修了者　5.専修学校の高等課程（修業年限3年以上ほか文部科学大臣が定める基準を満たすものに限る）　6.文部科学大臣の指定した者　7.高等学校卒業程度認定試験合格者（含旧大検合格者）

- 2014年、オオスズメバチを主人公にした小説『風の中のマリア』の執筆のため、スズメバチの生態をくわしく知るために作家の 百田尚樹 氏が玉川大学 小野正人教授に取材した逸話を通した対談が「全人」2014年4月号　No.782に掲載された。

- 2018年、石破茂氏による「大学生にいま伝えたいこと」と題した玉川大学学友会寄付講座が、リベラルアーツ学部1年生を対象に開催され，自民党との深いつながりを伺わせる．

## 交通アクセス
小田急線「玉川学園前駅」 北口より、新宿方面へ徒歩3分。